# Phtheochroa zerena
Phtheochroa zerena es una especie de polilla de la familia Tortricidae. 

## Distribución
Se encuentra en Veracruz, México.